# Champagne Rose är död
Champagne Rose är död är en nederländsk-brittisk-svensk film från 1970 med regi och manus av Calvin Floyd. Filmen var Floyds debut som spelfilmsregissör och i rollerna ses bland andra Francis Matthews, Victor Four och Ton Lutz.

## Om filmen
Inspelningen ägde rum mellan den 15 juni och 15 september i Nederländerna samt på olika flygplatser runt om i Europa. Producent var Michael Chanowski, fotografer Tony Forsberg och Freddy Brinkman och klippare Hetty Konink. Filmen hade Sverigepremiär den 20 april 1970.

## Handling
Jason är spion men vill lämna sitt yrke och blir då utsatt för ett mordförsök av sin chef.

## Rollista
- Francis Matthews – Jason
- Victor Four – Skuggis
- Ton Lutz – övermakten/Franco
- Davie Moorman	– Binji
- Jan Butlin – flygvärdinna
- Phoa Yan Tiong – karatelärare

Ej identifierade roller
- Peter Reeves
- Paul Deen
- Wim Wagenaar
- Lucien Scheeres
- Teruo Kono
- Jan Nelissen, jr.

### Fotnoter
1. 1 2 3  ”Champagne Rose är död”. Svensk Filmdatabas. http://sfi.se/sv/svensk-filmdatabas/Item/?itemid=4850&type=MOVIE&iv=Basic&ref=/templates/SwedishFilmSearchResult.aspx?id%3d1225%26epslanguage%3dsv%26searchword%3dChampagne+Rose+%C3%A4r+d%C3%B6d%26type%3dMovieTitle%26match%3dBegin%26page%3d1%26prom%3dFalse. Läst 26 april 2013.